# Sankt Alberts Kirke
Sankt Alberts Kirke var en kirke på Ærø nær Vejsnæs. Kirken blev opført omkring år 1000, og blev udbygget i 1300. Kirken blev revet ned under reformationen i 1536. 

## Udgravning af anlægget
Resterne af Sankt Alberts Kirke blev udgravet i 1995-96, af Langelands Museum. Under udgravningen fandt man ud af, at stedet havde været befæstet med en høj jordvold og en voldgrav siden 700-tallet. Rundt om kirken blev der afdækket omkring 50 grave, hvoraf mange var børnegrave. Øvrige fund var bl.a et stort antal mønter, der daterer kirkens anvendelsestid. 
Det store befæstede anlæg blev genskabt, og måler ca. 60x30 m og består af en ca. 3 m dyb grav og et kraftigt voldanlæg.